# Ничего не вижу, ничего не слышу
«Ничего не вижу, ничего не слышу» (англ. See No Evil, Hear No Evil, дословно «Не вижу зла, не слышу зла») — американский комедийный кинофильм 1989 года, режиссёра Артура Хиллера, с Ричардом Прайором и Джином Уайлдером в главных ролях. Название картины отсылает к буддистскому символу Три обезьяны.

## Сюжет
Слепой Уолли и глухой Дэйв жители Нью-Йорка. Они познакомились, когда Уолли пришёл устраиваться на работу в сувенирную лавку Дэйва и стали друзьями. Дэйв читает по губам и теперь они неплохо дополняют друг друга. В присутствии Дэйва в сувенирной лавке совершается убийство покупателя, Уолли, который был неподалёку, слышал звук выстрела и разминулся в дверях с убийцей. Перед смертью убитый успел бросить какую-то монету в ящик для сдачи. Выстрел сделала женщина по имени Ив, хладнокровно скрывшаяся с места преступления, оставив пистолет. Для полиции Уолли и Дэйв становятся подозреваемыми номер один.
После допроса парочку приходится освободить. Ив и её помощник Кирго начинают охоту на инвалидов, так как понимают, что ценная монета у них. Уолли опознал духи Ив, а Дэйв её ноги, но в полиции не доверяют показаниям столь ненадежных свидетелей. Когда они покидают участок, Ив забирает монету у Уолли. Они тем не менее избавляются от Кирго, который должен был убить Уолли и Дэйва. Слепой и глухой начинают собственное расследование, прочитав по губам Ив во время телефонного разговора, что она работает на некоего Сазерленда. После завладевают машиной и выслеживают Ив. Проникнув в номер отеля, Дэйв возвращает себе монету. Пара ускользает и от преследующей их полиции. Они обращаются за помощью к сестре Уолли Адель и её захватывают в заложники преступники. Уолли и Дэйв пробираются в усадьбу мистера Сазерленда и пытаются освободить Адель. Она сбегает, но Уолли и Дэйв остаются в плену. Оказывается, что монета, на самом деле, образец революционного высокотемпературного сверхпроводника, который приспешники Сазерленда собираются вывезти из страны. Однако мистер Сазерленд тоже слепой, друзья догадываются об этом и им удается спастись, стравив своих врагов. В концовке друзья задерживают Ив и сдают преступников прибывшей полиции.

## В ролях
- Ричард Прайор — Уолли (слепой)
- Джин Уайлдер — Дэйв (глухой)
- Джоан Северанс — Ив
- Кевин Спейси — Кирго
- Алан Норт — Брэддок
- Энтони Зерб — Сазерленд
- Луис Гьямбальво — Гатлин
- Керстен Чайлдз — Адель